# Zweckverband Öffentlicher Personennahverkehr Rheinland-Pfalz Süd

Ehemaliges Logo des Zweckverbands SPNV Rheinland-Pfalz Süd

Der Zweckverband mit seinem Sitz

Der Zweckverband Öffentlicher Personennahverkehr Rheinland-Pfalz Süd (kurz ZÖPNV Süd) ist seit 1997 der für den Schienenpersonennahverkehr (SPNV) und sonstigen Öffentlichen Personennahverkehr (ÖPNV) zuständige Aufgabenträger im südlichen Rheinland-Pfalz und wird von den dortigen Landkreisen und kreisfreien Städten, die zugleich die Mitglieder des Zweckverbands sind, getragen. Das Land ist Mitglied in beiden rheinland-pfälzischen ÖPNV-Zweckverbänden, dem Zweckverband Süd wie dem Zweckverband Nord. Die Zweckverbände übernehmen im Auftrag ihrer Mitglieder die Planung, Vergabe und das Controlling der Verkehrsleistungen auf der Schiene sowie für bestimmte, regional bedeutsame Buslinien. Sitz des Zweckverbands Süd ist Kaiserslautern.
Bis zum 30. August 2022 trug der Zweckverband den Namen Zweckverband Schienenpersonennahverkehr Rheinland-Pfalz Süd, kurz ZSPNV Süd.

## Gebiet und Organisation
Die Mitgliederliste des ZÖPNV umfasst folgende Landkreise, kreisfreie Städte und große kreisangehörige Städte:
- Landkreise
  - Alzey-Worms
  - Bad Dürkheim
  - Bad Kreuznach
  - Birkenfeld
  - Donnersbergkreis
  - Germersheim
  - Kaiserslautern
  - Kusel
  - Mainz-Bingen
  - Rhein-Pfalz-Kreis
  - Südliche Weinstraße
  - Südwestpfalz
- kreisfreie Städte
  - Frankenthal (Pfalz)
  - Kaiserslautern
  - Landau in der Pfalz
  - Ludwigshafen am Rhein
  - Mainz
  - Neustadt an der Weinstraße
  - Pirmasens
  - Speyer
  - Worms
  - Zweibrücken
- große kreisangehörige Städte
  - Bad Kreuznach
  - Idar-Oberstein
  - Bingen
  - Ingelheim

Die Mitglieder wählen aus ihrer Mitte bzw. den sie vertretenden Landräten und Oberbürgermeistern einen Verbandsvorsteher und einen stellvertretenden Verbandsvorsteher. Diese vertreten den Zweckverband nach außen. Seit Dezember 2024 ist Dietmar Seefeldt Verbandsvorsteher. Seine Vorgänger waren seit 2017 Fritz Brechtel und zuvor Winfried Hirschberger. 
Die Geschäftsstelle des Zweckverbands wird von einem hauptamtlichen Verbandsdirektor geleitet. Von 1997 bis 2005 hatte Werner Schreiner dieses Amt inne, derzeitiger Amtsinhaber (Stand 2015) ist Michael Heilmann.
Die Tarifgestaltung im Gebiet des ZÖPNV Süd obliegt den Verkehrsverbünden Rhein-Nahe-Nahverkehrsverbund (RNN), Verkehrsverbund Rhein-Neckar (VRN) und Karlsruher Verkehrsverbund (KVV).

## Leistungsangebot und Verkehrsunternehmen
Das 8447 Quadratkilometer große Gebiet des Zweckverbands besitzt etwa 900 Kilometer im SPNV bediente Bahnstrecken mit 224 täglich bedienten Bahnhöfen und Haltepunkten. Darüber hinaus werden im Ausflugsverkehr an Wochenenden und Feiertagen weitere 13 Stationen bedient. Pro Jahr werden durch den Zweckverband rund 19,5 Mio. Zugkilometer auf diesem Streckennetz bestellt. Im regionalen Busverkehr beläuft sich das Bestellvolumen auf rund 3,6 Mio. Buskilometer (Stand 2015). Insgesamt bestellt der Zweckverband pro Jahr Verkehrsleistungen im Wert von etwa 206 Mio. Euro.
Der Zweckverband ÖPNV-Süd hat zusammen mit dem SPNV-Nord Verkehrsverträge im SPNV vergeben:
- Das Regionalexpressnetz Rheinland-Pfalz auf elektrifizierten Strecken, betrieben als SÜWEX von DB Regio
- Regionalexpress- und Regionalbahnverbindungen auf nicht-elektrifizierten Strecken an vlexx

Außerdem fahren im Gebiet des Zweckverbands SPNV-Süd folgende Verkehre, deren Schwerpunkt in benachbarten Bundesländern liegen:
- Die Mittelrheinbahn Köln – Koblenz des Zweckverband go.Rheinland, betrieben von transregio, mit den Zügen, die bis Mainz verlängert werden
- Im Raum Karlsruhe die Albtal-Verkehrs-Gesellschaft (Linien S5, S51, S52)
- Im rheinland-pfälzischen Teil der Metropolregion Rhein-Neckar die Schienenverkehre des Verkehrsverbund Rhein-Neckar (VRN) mit den meterspurigen Zügen der Rhein-Neckar-Verkehr (RNV) und die Linien 1, 2, 3, 4, 6 und 33 der S-Bahn RheinNeckar